# Sportjahr 2014
Liste der Sportjahre

◄◄ | ◄ | 2010 | 2011 | 2012 | 2013 | Sportjahr 2014 | 2015 | 2016 | 2017 | 2018 | ► | ►►

Weitere Ereignisse · Olympische Winterspiele

## Großveranstaltungen
- 7. bis 23. Februar: Olympische Winterspiele 2014 in Sotschi
- 7. bis 16. März: Winter-Paralympics 2014 in Sotschi
- 24. Juli bis 3. August: Commonwealth Games 2014 in Glasgow
- 16. bis 28. August: Olympische Jugend-Sommerspiele 2014 in Nanjing

## American Football
- 2. Februar: Die Seattle Seahawks gewinnen Super Bowl XLVIII in East Rutherford, New Jersey, gegen die Denver Broncos mit 43:8.
- 19. Juli: Die Berlin Adler gewinnen mit 20:17 gegen die New Yorker Lions den Eurobowl XXVIII.
- 26. Juli: Die Raiffeisen Vikings Vienna gewinnen den Austrian Bowl XXX gegen Swarco Raiders Tirol mit 24:17.
- 11. Oktober: Die New Yorker Lions gewinnen den German Bowl XXXVI im Friedrich-Ludwig-Jahn-Sportpark, Berlin, gegen die Schwäbisch Hall Unicorns mit 47:9.

## Automobilsport

### Formel-1-Saison

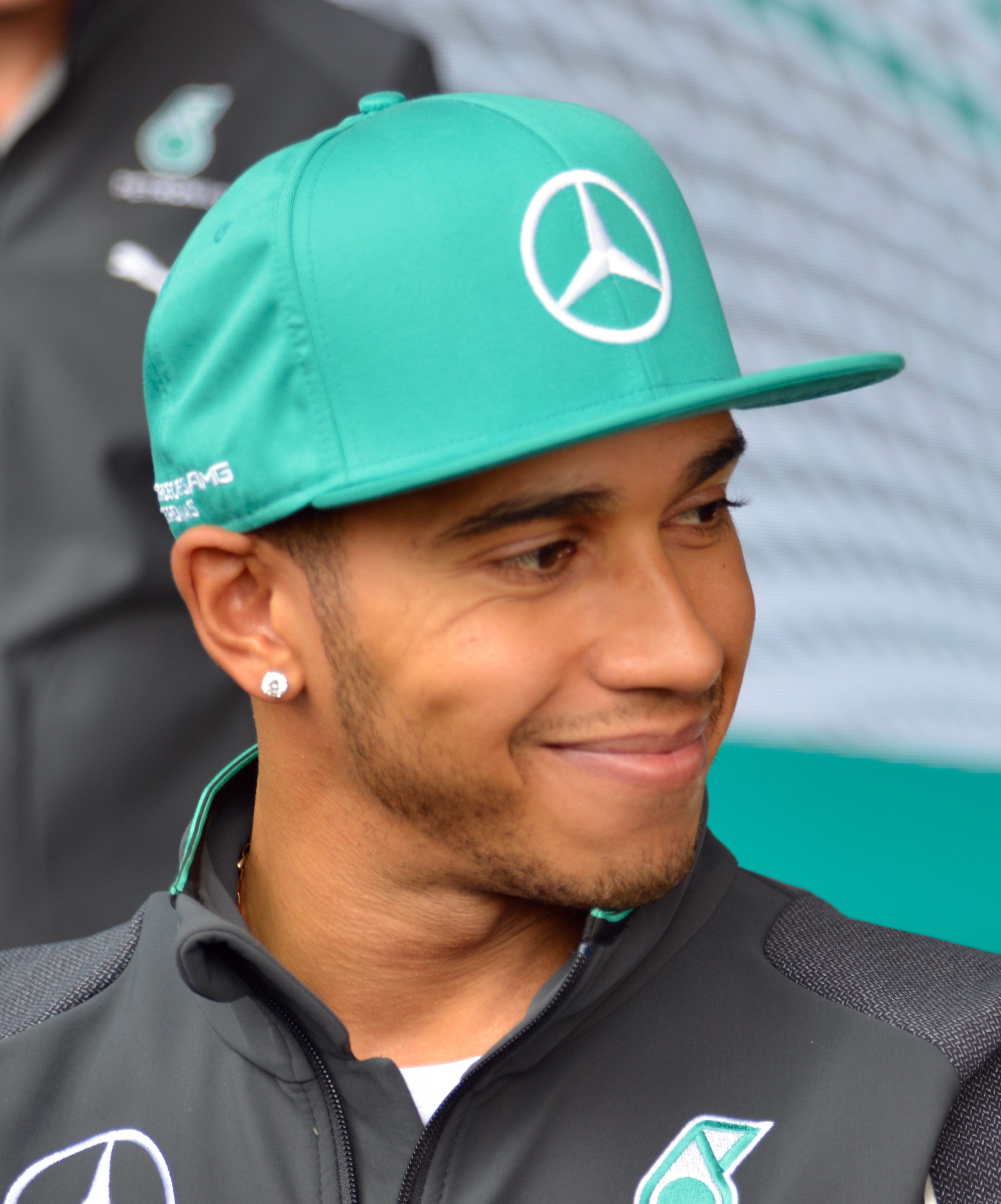
Weltmeister der Formel-1, Lewis Hamilton

Die Formel-1-Saison 2014 war die 65. FIA-Formel-1-Weltmeisterschaft. Sie umfasste 19 Grands Prix. Sie begann am 16. März im australischen Melbourne und endete am 23. November auf der Yas-Insel vor Abu Dhabi. Die Saison 2014 ist eine, die von einer umfassenden Regelrevolution im Bereich der Antriebseinheiten und der Aerodynamik geprägt war. Der Brite Lewis Hamilton wurde zum zweiten Mal nach 2008 Fahrerweltmeister. Die Konstrukteurs-Weltmeisterschaft gewann Mercedes zum ersten Mal seit der Vergabe des Titels 1958. Im Rahmen des Großen Preises von Japan verunglückte Jules Bianchi im Regen schwer. Den Verletzungen erlag er rund neun Monate später im Juli 2015, womit er der erste Todesfall im Kontext eines Formel-1-Rennens seit Ayrton Senna im Mai 1994 ist.

### Rallye-Weltmeisterschaft (WRC)
Die Rallye-Weltmeisterschaft 2014 ist die 42. FIA-Rallye-Weltmeisterschaft. Sie startete am 16. Januar in Monte Carlo und dauert bis zum 16. November in Großbritannien. Den Weltmeistertitel der Hersteller sicherte sich Volkswagen bei der Rallye Australien und den Weltmeistertitel der Fahrer ging an das Duo Sébastien Ogier und Julien Ingrassia bei der Rallye Katalonien zum zweiten Male in Folge nach 2013.

### Langstrecken-Weltmeisterschaft (WEC)
Die Langstrecken-Weltmeisterschaft 2014 (offiziell 2014 FIA World Endurance Championship) ist die dritte Saison der FIA-Langstrecken-Weltmeisterschaft (WEC). Die Saison umfasst acht Rennen. Sie begann am 20. April in Silverstone und endet am 30. November in Interlagos. Den Fahrer-Weltmeistertitel gewannen Sébastien Buemi und Anthony Davidson mit Toyota Racing (Hersteller-Weltmeister).

### 24-Stunden-Rennen von Le Mans
Das 82. 24-Stunden-Rennen von Le Mans fand am 14. und 15. Juni 2014 auf dem Circuit des 24 Heures statt. Es siegten Marcel Fässler, André Lotterer und Benoît Tréluyer mit dem Audi R18 e-tron quattro.

### IndyCar Series
Die IndyCar Series 2014 war die 19. Saison der amerikanischen IndyCar Series und die 103. Saison im amerikanischen Monoposto-Sport. Sie begann am 30. März in St. Petersburg und endete am 30. August in Fontana. Will Power gewann zum ersten Mal die IndyCar Series. Ryan Hunter-Reay entschied das diesjährige Indianapolis 500 für sich.

### Porsche Supercup
Der Porsche Supercup 2014 war die 22. Saison des Porsche Supercups. Sie umfasste zehn Rennen. Die Saison begann am 11. Mai in Barcelona und endete am 3. November in Austin. Earl Bamber wurde zum ersten Mal Meister in dieser Serie.

## Badminton
Höhepunkte des Badmintonjahres 2014 waren die Weltmeisterschaft in Dänemark sowie Thomas Cup und Uber Cup in Neu-Delhi. Bedeutende Turnierserien sind die BWF Super Series und der BWF Grand Prix. Bei Multisportveranstaltungen steht Badminton bei den Asienspielen, den European Universities Games, den Commonwealth Games und den Youth Olympic Games im Programm. Erstmals werden die Australian Open als Superseries-Turnier stattfinden und damit die erste Veranstaltung dieser Kategorie in Ozeanien überhaupt sein. Gestrichen wurde dafür das China Masters aus dem Superseries-Kalender.

### BWF Super Series
| Veranstaltung | Herreneinzel     | Dameneinzel  | Herrendoppel                   | Damendoppel                      | Mixed                                       |
| ------------- | ---------------- | ------------ | ------------------------------ | -------------------------------- | ------------------------------------------- |
| Korea         | Chen Long        | Wang Yihan   | Mathias Boe Carsten Mogensen   | Bao Yixin Tang Jinhua            | Zhang Nan Zhao Yunlei                       |
| Malaysia      | Lee Chong Wei    | Li Xuerui    | Goh V Shem Lim Khim Wah        | Bao Yixin Tang Jinhua            | Xu Chen Ma Jin                              |
| England       | Lee Chong Wei    | Wang Shixian | Mohammad Ahsan Hendra Setiawan | Wang Xiaoli Yu Yang              | Tontowi Ahmad Liliyana Natsir               |
| Indien        | Lee Chong Wei    | Wang Shixian | Mathias Boe Carsten Mogensen   | Tang Yuanting Yu Yang            | Joachim Fischer Nielsen Christinna Pedersen |
| Singapur      | Simon Santoso    | Wang Yihan   | Cai Yun Lu Kai                 | Bao Yixin Tang Jinhua            | Tontowi Ahmad Liliyana Natsir               |
| Japan         | Lee Chong Wei    | Li Xuerui    | Lee Yong-dae Yoo Yeon-seong    | Misaki Matsutomo Ayaka Takahashi | Zhang Nan Zhao Yunlei                       |
| Indonesien    | Jan Ø. Jørgensen | Li Xuerui    | Lee Yong-dae Yoo Yeon-seong    | Tian Qing Zhao Yunlei            | Joachim Fischer Nielsen Christinna Pedersen |
| Australien    | Lin Dan          | Saina Nehwal | Lee Yong-dae Yoo Yeon-seong    | Tian Qing Zhao Yunlei            | Ko Sung-hyun Kim Ha-na                      |
| Dänemark      | Chen Long        | Li Xuerui    | Fu Haifeng Zhang Nan           | Wang Xiaoli Yu Yang              | Xu Chen Ma Jin                              |
| Frankreich    | Chou Tien-chen   | Wang Shixian | Mathias Boe Carsten Mogensen   | Wang Xiaoli Yu Yang              | Tontowi Ahmad Liliyana Natsir               |
| China         | Srikanth Kidambi | Saina Nehwal | Lee Yong-dae Yoo Yeon-seong    | Wang Xiaoli Yu Yang              | Zhang Nan Zhao Yunlei                       |
| Hongkong      | Son Wan-ho       | Tai Tzu-ying | Mohammad Ahsan Hendra Setiawan | Tian Qing Zhao Yunlei            | Zhang Nan Zhao Yunlei                       |
| Finale        | Chen Long        | Tai Tzu-ying | Lee Yong-dae Yoo Yeon-seong    | Misaki Matsutomo Ayaka Takahashi | Joachim Fischer Nielsen Christinna Pedersen |

## Basketball
- 30. August bis 14. September: Basketball-Weltmeisterschaft 2014 in Spanien

## Cricket
- 16. März bis 6. April: ICC World Twenty20 in Bangladesch

## Darts
- 4. bis 12. Januar: Der Engländer Stephen Bunting gewinnt die 37. BDO Profi-Weltmeisterschaft 2014 in Frimley Green (England). Bei den Frauen gewinnt ebenfalls eine Engländerin, Lisa Ashton.
- 6. Februar bis 22. Mai: Premier League Darts 2014

## Eishockey
- 9. bis 25. Mai: Eishockey-Weltmeisterschaft 2014 in Belarus

## Fußball
- 5. bis 12. März: Algarve-Cup 2014 in Portugal
- 5. März bis 5. April: U-17-Fußball-Weltmeisterschaft der Frauen 2014 in Costa Rica
- 9. bis 21. Mai: U-17-Fußball-Europameisterschaft 2014 in Malta
- 14. bis 25. Mai: Fußball-Asienmeisterschaft der Frauen 2014 in Vietnam
- 17. Mai: Endspiel des DFB-Pokal 2013/14
- 17. Mai: Endspiel des DFB-Pokals der Frauen
- 12. Juni bis 13. Juli: Fußball-Weltmeisterschaft 2014 in Brasilien
- 18. bis 31. Juli: U-19-Fußball-Europameisterschaft 2014 in Ungarn
- 5. bis 24. August: U-20-Fußball-Weltmeisterschaft der Frauen 2014 in Kanada
- 10. bis 20. Dezember: FIFA-Klub-Weltmeisterschaft 2014 im Marokko

## Handball
- 12. bis 26. Januar: Handball-Europameisterschaft der Männer 2014 in Dänemark
- 9. bis 21. Dezember: Handball-Europameisterschaft der Frauen 2014 in Ungarn und Kroatien

## Leichtathletik
- 22. bis 23. Februar: Deutsche Leichtathletik-Hallenmeisterschaften 2014 in Leipzig
- 7. bis 9. März: Leichtathletik-Hallenweltmeisterschaften 2014 in Sopot
- 29. März: Halbmarathon-Weltmeisterschaften 2014 in Kopenhagen
- 4. Mai: Erster Wings for Life World Run an 34 Orten auf der Erde
- 24. bis 25. Mai: IAAF World Relays 2014 in Nassau
- 21. bis 22. Juni: Leichtathletik-Team-Europameisterschaft 2014 in Braunschweig
- 22. bis 27. Juli: Leichtathletik-Juniorenweltmeisterschaften 2014 in Eugene
- 26. bis 27. Juli: Deutsche Leichtathletik-Meisterschaften 2014 in Ulm
- 10. bis 14. August: Leichtathletik-Afrikameisterschaften 2014 in Marrakesch
- 12. bis 17. August: Leichtathletik-Europameisterschaften 2014 in Zürich
- 13. bis 14. September: Leichtathletik-Continental-Cup 2014 in Marrakesch
- 14. Dezember: Crosslauf-Europameisterschaften 2014 in Samokow

## Motorradsport

### Motorrad-Weltmeisterschaft
- Motorrad-Weltmeisterschaft 2014

Zwischen dem 23. März und dem 9. November wurden insgesamt 18 Rennen ausgetragen.

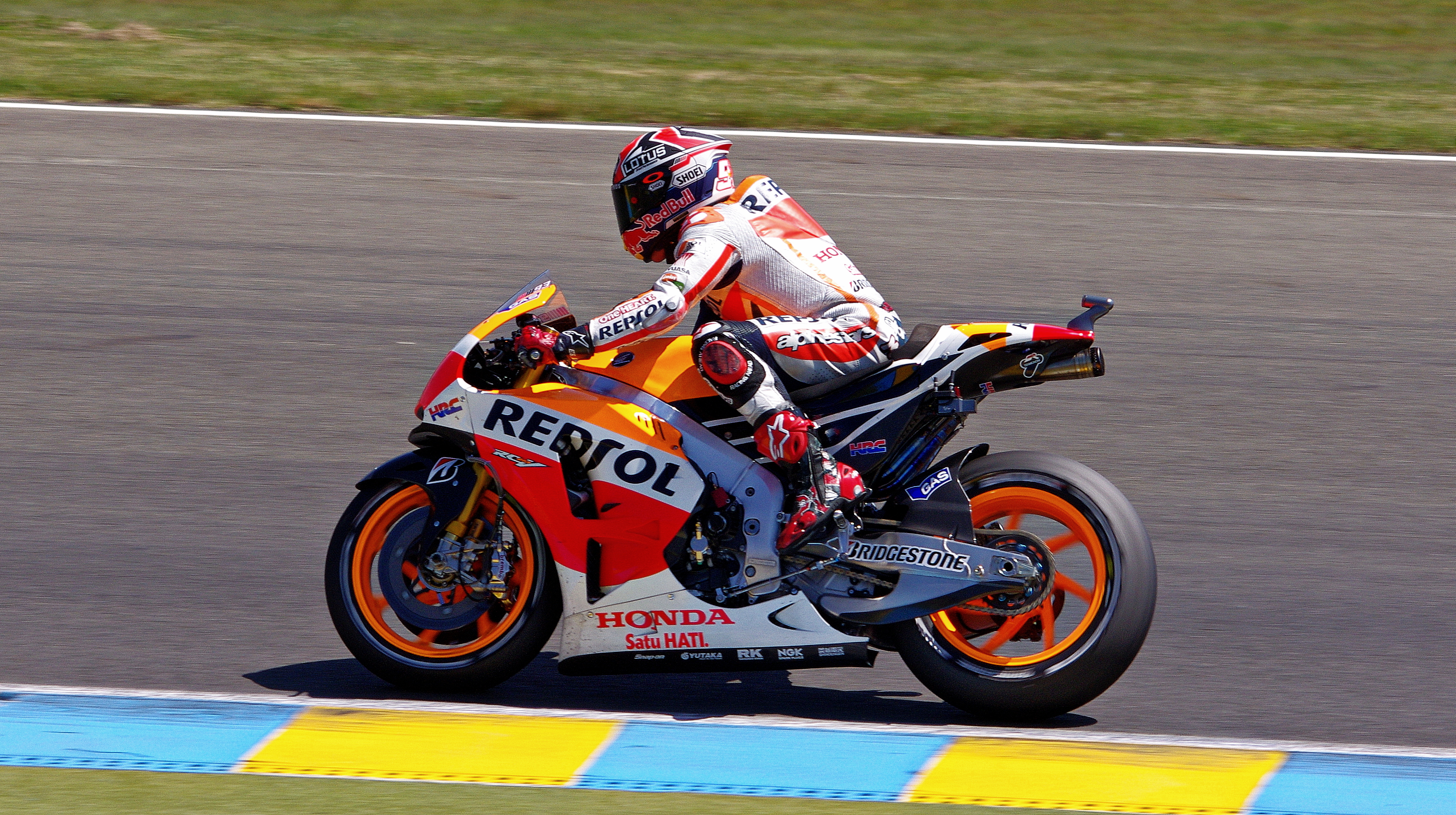
Weltmeister Márquez beim Großen Preis von Frankreich in Le Mans

#### MotoGP-Klasse (1000 cm³)
- Weltmeister in der MotoGP-Klasse (1000 cm³) wird der 21-jährige Spanier Marc Márquez auf Honda vor dem Italiener Valentino Rossi und dem Spanier Jorge Lorenzo (beide Yamaha). Der 21-jährige Márquez gewinnt auf Honda RC213V 13 der 18 Rennen und verteidigt damit seinen im Vorjahr gewonnenen Titel. In der Konstrukteurswertung setzt sich Honda gegen Yamaha und Ducati durch.

#### Moto2-Klasse (600 cm³)
- In der Moto2-Klasse (600 cm³) gewinnt der 25-jährige Spanier Esteve Rabat auf Kalex den Titel. Zweiter wird der Finne Mika Kallio, Dritter sein Landsmann Maverick Viñales (beide ebenfalls Kalex). Für Rabat ist dies der erste WM-Titel seiner Karriere. In der Konstrukteurswertung siegt Kalex vor Suter und Caterham-Suter. Für den deutschen Hersteller ist dies der zweite Titelgewinn in der seit 2010 ausgetragenen Kategorie.

#### Moto3-Klasse (250 cm³)
- Den Titel in der zum dritten Mal ausgetragenen Moto3-Klasse (250 cm³) gewinnt der 18-jährige Spanier Álex Márquez auf Honda vor dem Australier Jack Miller (KTM) und seinen Landsmännern Álex Rins (ebenfalls Honda) den Titel. Für Márquez ist es der erste WM-Titel seiner Karriere. In der Konstrukteurswertung setzt sich KTM vor Honda und Mahindra durch.

### Superbike-Weltmeisterschaft
- Der 32-jährige Franzose Sylvain Guintoli gewinnt auf Aprilia RSV4 Factory vor dem Briten Tom Sykes (Kawasaki ZX-10R) und dessen Landsmann Jonathan Rea (Honda CBR1000RR) die Fahrerwertung. Für Guintoli, der im Vorjahr WM-Dritter war, ist es der erste WM-Titel seiner Karriere. In der Konstrukteurswertung setzt sich Aprilia gegen Kawasaki und Honda durch.

Details: Superbike-Weltmeisterschaft 2014

### Supersport-Weltmeisterschaft
- Der Niederländer Michael van der Mark gewinnt auf Honda CBR600RR vor den Franzosen Jules Cluzel (MV Agusta F3 675) und Florian Marino (Kawasaki ZX-6R) die Fahrerwertung. Für den 21-Jährigen ist dies der erste Supersport-WM-Titel seiner Karriere. In der Konstrukteurswertung setzt sich Honda gegen Kawasaki und MV Agusta durch.

Details: Supersport-Weltmeisterschaft 2014

### Internationale Deutsche Motorradmeisterschaft
- IDM-Saison 2014

### Isle of Man TT
- Bei den zwischen dem 31. Mai und 6. Juni ausgetragenen Straßenrennen auf der Isle of Man gewinnt der 24-jährige Nordire Michael Dunlop auf Honda das Senior- Superbike-, Superstock- und das zweite Supersport-Rennen. Im ersten Supersport-Rennen siegt der Engländer Gary Johnson auf Triumph und im TT-Zero-Rennen auf Mugen Shinden San der 42-jährige Engländer John McGuinness, der damit den 21. TT-Sieg seiner Laufbahn feiert. Im Lauf in der Lightweight-Klasse siegt der Engländer Dean Harrison auf Kawasaki.
- In der Seitenwagen-Klasse gewinnt das Duo Conrad Harrison / Mike Aylott auf Shelbourne-Honda Rennen 1 und das einheimische Gespann Dave Molyneux / Patrick Farrance auf DMR Rennen 2. Für den 50-jährigen Molyneux ist dies der 17. TT-Sieg seiner Laufbahn.

## Orientierungslauf
- Deutsche Orientierungslaufmeisterschaften 2014
- 9. bis 16. April: Orientierungslauf-Europameisterschaften 2014 in Palmela, Portugal
- 5. bis 12. Juli: Orientierungslauf-Weltmeisterschaften 2014 in Trentino und Venetien, Italien
- 21. bis 27. Juli: Junioren-Orientierungslauf-Weltmeisterschaften 2014 in Borowez, Bulgarien

## Pferdesport
- 17. bis 21. April: Weltcupfinale im Spring- und Dressurreiten in Lyon
- 24. August bis 7. September: Weltreiterspiele 2014 in der Normandie, im Reining gewann Shawn Flarida die Goldmedaille, Andrea Fappani Silber und Mandy McCutcheon Bronze. Hinter den USA und Belgien belegte die österreichische Equipe, bestehend aus Tina Künstner-Mantl, Martin Mühlstätter, Rudi Kronsteiner und Markus Morawitz den dritten Rang.

## Rudern
- 29./30. März: Ruder-Weltcup, 1. Station in Sydney
- 6. April: 160. Boat Race der Universitäten Oxford und Cambridge in London
- 31. Mai/1. Juni: Ruder-Europameisterschaften auf der Save, Belgrad
- 21./22. Juni: Ruder-Weltcup, 2. Station am Lac d’Aiguebelette (Frankreich)
- 12./13. Juli: Ruder-Weltcup, 3. Station am Rotsee, Luzern
- 23.–30. August: Ruder-Weltmeisterschaften auf der Bosbaan, Amsterdam
- 10.–12. Oktober: 101. Deutsches Meisterschaftsrudern am Werratalsee, Eschwege

## Rugby Union
- 1. Februar bis 15. März: Six Nations
- 17. August: England gewinnt das Finale der Frauen-Rugby-Union-Weltmeisterschaft in Paris 21:9 gegen Kanada.

## Tennis

### Grand-Slam-Turniere
- 13. bis 26. Januar: Australian Open
- 26. Mai bis 8. Juni: French Open
- 23. Juni bis 6. Juli: Wimbledon
- 25. August bis 7. September: US Open

### World Tour Finals

#### ATP World Tour Finals
3. bis 9. November: ATP World Tour Finals

#### WTA Tour Championships
21. bis 26. Oktober: WTA Championships

### Hopman-Cup
28. Dezember 2013 bis 5. Januar in Perth

## Gestorben

### Januar
- 01. Januar: Josep Seguer, spanischer Fußballspieler und -trainer (* 1923)
- 05. Januar: Eusébio, portugiesischer Fußballprofi mosambikanischer Herkunft (* 1942)
- 05. Januar: Brian Hart, britischer Rennfahrer und Motorenentwickler (* 1936)
- 05. Januar: Mustapha Zitouni, algerisch-französischer Fußballspieler und -trainer (* 1928)
- 06. Januar: Karel Gut, tschechoslowakischer Eishockeyspieler und -trainer (* 1927)
- 08. Januar: Charles Casali, Schweizer Fußballspieler (* 1923)
- 09. Januar: Tomás Rolán, uruguayischer Fußballspieler (* 1936)
- 12. Januar: John Button, britischer Automobilrennfahrer (* 1943)
- 12. Januar: Halet Çambel, türkische Fechterin (* 1916)
- 12. Januar: Gyula Török, ungarischer Boxer (* 1938)
- 13. Januar: Bobby Collins, schottischer Fußballspieler und -trainer (* 1931)
- 14. Januar: Eric Paterson, kanadischer Eishockeyspieler (* 1929)
- 17. Januar: Holger Hansson, schwedischer Fußballspieler und -trainer (* 1927)
- 18. Januar: Milan Kajkl, tschechoslowakischer Eishockeyspieler (* 1950)
- 19. Januar: Michał Joachimowski, polnischer Leichtathlet (* 1950)
- 19. Januar: Bert Williams, englischer Fußballspieler (* 1920)
- 21. Januar: Georgi Slawkow, bulgarischer Fußballspieler (* 1958)
- 22. Januar: Hans Strittmatter, deutscher Fußballspieler (* 1928)
- 23. Januar: Franz Gabl, österreichischer Skirennläufer (* 1921)
- 25. Januar: Gyula Sax, ungarischer Schachmeister (* 1951)
- 26. Januar: Tom Gola, US-amerikanischer Basketballspieler (* 1933)
- 26. Januar: Paavo Kotila, finnischer Leichtathlet (* 1927)
- 26. Januar: Lajos Németh, ungarischer Fußballspieler und -schiedsrichter (* 1944)
- 28. Januar: Hans Huber, deutscher Eishockeyspieler und -trainer (* 1929)
- 31. Januar: Gundi Busch, deutsche Eiskunstläuferin (* 1935)
- 000Januar: Hans Barwenzik, deutscher Fußballspieler (* 1934)

### Februar
- 01. Februar: Luis Aragonés, spanischer Fußballspieler und -trainer (* 1938)
- 01. Februar: Stefan Boschkow, bulgarischer Fußballspieler -trainer (* 1923)
- 01. Februar: Tony Hateley, englischer Fußballspieler (* 1941)
- 01. Februar: Dave Power, australischer Leichtathlet (* 1928)
- 02. Februar: Karl Erik Bøhn, norwegischer Handballspieler und -trainer (* 1965)
- 05. Februar: Carlos Borges, uruguayischer Fußballspieler (* 1932)
- 06. Februar: Marianne Seltsam, deutsche Skirennläuferin (* 1932)
- 07. Februar: Hans Andresen, dänischer Radrennfahrer (* 1927)
- 07. Februar: Doug Mohns, kanadischer Eishockeyspieler (* 1933)
- 11. Februar: Jeanné Nell, südafrikanischer Bahnradsportler (* 1983)
- 12. Februar: Theo Kleine, deutscher Kanute (* 1924)
- 12. Februar: Josef Röhrig, deutscher Fußballspieler (* 1925)
- 12. Februar: Corrado Viciani, italienischer Fußballspieler und -trainer (* 1929)
- 13. Februar: Piero D’Inzeo, italienischer Springreiter (* 1923)
- 13. Februar: Jimmy Jones, nordirischer Fußballspieler (* 1928)
- 13. Februar: Richard Møller Nielsen, dänischer Fußballspieler und -trainer (* 1937)
- 14. Februar: Tom Finney, englischer Fußballspieler (* 1922)
- 15. Februar: Corrado Benedetti, italienischer Fußballspieler und -trainer (* 1957)
- 15. Februar: Herbert Blöcker, deutscher Vielseitigkeitsreiter (* 1943)
- 15. Februar: Ion Ciosescu, rumänischer Fußballspieler (* 1935)
- 18. Februar: Kristof Goddaert, belgischer Straßenradrennfahrer (* 1986)
- 18. Februar: Nelson Frazier, US-amerikanischer Wrestler (* 1971)
- 18. Februar: Dieter Zuchold, deutscher Bahnradsportler (* 1937)
- 20. Februar: Roy Simmons, US-amerikanischer American-Football-Spieler (* 1956)
- 25. Februar: Mário Coluna, portugiesischer Fußballspieler (* 1935)
- 25. Februar: Carlos Gracida, mexikanischer Polospieler (* 1960)
- 27. Februar: Miguel Caillava, uruguayischer Fußballspieler (* 1953)
- 28. Februar: Gerhard Grill, deutscher Handballspieler (* 1936)

### März
- 1. März: Gyula Tóth, ungarischer Fußballspieler und -trainer (* 1941)
- 3. März: Peter Szech, deutscher Fußballspieler (* 1953)
- 4. März: László Fekete, ungarischer Fußballspieler (* 1954)
- 8. März: Jewgeni Witaljewitsch Krassilnikow, russischer Volleyballspieler (* 1965)
- 8. März: Larry Scott, US-amerikanischer Bodybuilder (* 1938)
- 11. März: Doru Tureanu, rumänischer Eishockeyspieler und -trainer (* 1954)
- 12. März: René Llense, französischer Fußballspieler (* 1913)
- 12. März: Soja Nikolajewna Rudnowa, sowjetische Tischtennisspielerin (* 1946)
- 13. März: Kay Werner Nielsen, dänischer Bahnradfahrer (* 1921)
- 15. März: Jürgen Kurbjuhn, deutscher Fußballspieler (* 1940)
- 16. März: Frank Oliver, neuseeländischer Rugby-Union-Spieler (* 1948)
- 18. März: Bernd Schmider, deutscher Fußballspieler (* 1955)
- 19. März: Hilderaldo Bellini, brasilianischer Fußballspieler (* 1930)
- 23. März: Carmelo Bossi, italienischer Boxer (* 1939)
- 24. März: Rodney Wilkes, Gewichtheber aus Trinidad und Tobago (* 1925)
- 25. März: Lode Wouters, belgischer Radrennfahrer (* 1929)
- 26. März: Nevio De Zordo, italienischer Bobfahrer (* 1943)
- 26. März: Reinhold Pommer, deutscher Radrennfahrer (* 1935)
- 27. März: Augustin Deleanu, rumänischer Fußballspieler (* 1944)

### April
- 2. April: Alfred Niepieklo, deutscher Fußballspieler (* 1927)
- 3. April: Nathan Berry, australischer Jockey (* 1991)
- 4. April: José Aguilar Pulsán, kubanischer Boxer (* 1958)
- 4. April: İsmet Atlı, türkischer Ringer (* 1931)
- 4. April: Klaus Meyer, deutscher Fußballspieler (* 1937)
- 8. April: Sandy Brown, schottischer Fußballspieler (* 1939)
- 8. April: Gheorghe Licu, rumänischer Handballspieler und -trainer (* 1945)
- 8. April: Herbert Schoen, deutscher Fußballspieler (* 1929)
- 8. April: Warrior, US-amerikanischer Wrestler (* 1959)
- 9. April: Ferdinando Terruzzi, italienischer Bahnradfahrer (* 1924)
- 10. April: Friedhelm Groppe, deutscher Fußballspieler (* 1942)
- 11. April: Lou Hudson, US-amerikanischer Basketballspieler (* 1944)
- 11. April: Helga Mees, deutscher Fechterin (* 1937)
- 13. April: Rafał Sznajder, polnischer Fechter (* 1972)
- 16. April: Aulis Rytkönen, finnischer Fußballspieler und -trainer (* 1929)
- 17. April: Karl Meiler, deutscher Tennisspieler und -trainer (* 1949)
- 17. April: Kurt Nolden, deutscher Fußballspieler (* 1929)
- 17. April: Giorgio Pianta, italienischer Automobilrennfahrer und Motorsportfunktionär (* 1935)
- 20. April: Mithat Bayrak, türkischer Ringer (* 1929)
- 20. April: Rubin Carter, US-amerikanischer Boxer (* 1937)
- 23. April: Conrado Marrero, kubanischer Baseballspieler (* 1911)
- 23. April: Leonhard Pohl, deutscher Leichtathlet (* 1929)
- 22. April: Josef Schwaiger, deutscher Skirennläufer (* 1930)
- 24. April: Sandy Jardine, schottischer Fußballspieler (* 1948)
- 25. April: Earl Morrall, US-amerikanischer American-Football-Spieler (* 1934)
- 25. April: Tito Vilanova, spanischer Fußballspieler und -trainer (* 1968)
- 26. April: Sandro Lopopolo, italienischer Boxer (* 1939)
- 27. April: Vujadin Boškov, jugoslawischer Fußballspieler und -trainer (* 1931)
- 28. April: Edgar Laprade, kanadischer Eishockeyspieler (* 1919)
- 29. April: Frank Budd, US-amerikanischer Sprinter und American-Football-Spieler (* 1939)
- 30. April: Georg Stollenwerk, deutscher Fußballspieler und -trainer (* 1930)

### Mai
- 1. Mai: Paul Whetnall, englischer Badmintonspieler (* 1947)
- 1. Mai: Manfred von Richthofen, deutscher Sportfunktionär (* 1934)
- 2. Mai: Karl Lennartz, deutscher Sporthistoriker (* 1940)
- 3. Mai: Chet Jastremski, US-amerikanischer Schwimmer (* 1941)
- 4. Mai: Toimi Alatalo, finnischer Skilangläufer (* 1929)
- 4. Mai: Elena Baltacha, britische Tennisspielerin (* 1983)
- 4. Mai: Al Pease, kanadischer Automobilrennfahrer (* 1921)
- 5. Mai: István Major, ungarischer Leichtathlet (* 1949)
- 6. Mai: Jimmy Ellis, US-amerikanischer Boxer. (* 1940)
- 10. Mai: Gottlieb Perren, Schweizer Skisportler und Bergführer (* 1926)
- 13. Mai: Anthony Villanueva, philippinischer Boxer (* 1945)
- 16. Mai: Akli Fairuz, indonesischer Fußballspieler (* 1987)
- 18. Mai: Michel Feron, belgischer Skirennläufer (* 1923)
- 19. Mai: Simon Andrews, britischer Motorradrennfahrer (* 1984)
- 19. Mai: Jack Brabham, australischer Automobilrennfahrer (* 1926)
- 19. Mai: Zbigniew Pietrzykowski, polnischer Boxer (* 1934)
- 20. Mai: Ross Brown, neuseeländischer Rugby-Union-Spieler (* 1934)
- 21. Mai: Henry Mejía, honduranischer Fußballspieler (* 1991)
- 22. Mai: Walter Baureis, deutscher Fußballspieler (* 1930)
- 22. Mai: Imre Gedővári, ungarischer Fechter (* 1951)
- 22. Mai: Dragoljub Velimirović, jugoslawischer bzw. serbischer Schachspieler (* 1942)
- 23. Mai: Joel Camargo, brasilianischer Fußballspieler (* 1946)
- 23. Mai: Richard Kolitsch, deutscher Fußballspieler (* 1989)
- 23. Mai: John McCormack, britischer Boxer (* 1935)
- 23. Mai: Masautso Mwale, sambischer Fußballspieler und -trainer (* 1961)
- 28. Mai: Ali Çoban, türkischer Fußballspieler und -trainer (* 1955)
- 28. Mai: Pierre Bernard, französischer Fußballspieler (* 1932)
- 28. Mai: Bob Houbregs, kanadischer Basketballspieler (* 1932)
- 29. Mai: Richard Dürr, Schweizer Fußballspieler (* 1938)

### Juni
- 1. Juni: Sedat Karaoğlu, türkischer Fußballspieler (* 1960)
- 1. Juni: Walentin Grigorjewitsch Mankin, sowjetischer Segelsportler (* 1938)
- 1. Juni: Francisco Marinho, brasilianischer Fußballspieler (* 1952)
- 2. Juni: Nikolai Nikolajewitsch Chrenkow, russischer Bobfahrer (* 1984)
- 3. Juni: Karl Harris, britischer Motorradrennfahrer (* 1979)
- 7. Juni: Fernandão, brasilianischer Fußballspieler und -trainer (* 1978)
- 7. Juni: Ida Schöpfer, Schweizer Skirennfahrerin (* 1929)
- 7. Juni: Dawid Abramowitsch Tyschler, sowjetischer Säbelfechter (* 1927)
- 8. Juni: Vladimír Prorok, tschechoslowakischer Geräteturner und -trainer (* 1929)
- 9. Juni: Edmund Bruggmann, Schweizer Skirennläufer (* 1943)
- 9. Juni: Roy Ravana Junior, fidschianischer Leichtathlet (* 1993)
- 13. Juni: Gyula Grosics, ungarischer Fußballspieler (* 1926)
- 13. Juni: Kurt Neumann, deutscher Fußballspieler (* 1923)
- 14. Juni: Benjamin Winter, deutscher Vielseitigkeitsreiter (* 1988)
- 15. Juni: Petrus Oellibrandt, belgischer Radrennfahrer (* 1935)
- 15. Juni: Andrei Wassiljewitsch Charlow, russischer Schachspieler und -trainer (* 1968)
- 16. Juni: Tony Gwynn, US-amerikanischer Baseballspieler (* 1960)
- 17. Juni: Paul England, australischer Automobilrennfahrer (* 1929)
- 17. Juni: Jorge Romo, mexikanischer Fußballspieler (* 1923)
- 20. Juni: Jaroslav Walter, tschechoslowakischer Eishockeyspieler und -trainer (* 1939)
- 24. Juni: Hubert Bourdy, französischer Springreiter (* 1957)

### Juli
- 1. Juli: Peter Schöngen, deutscher Fußballspieler (* 1943)
- 2. Juli: Marlinde Massa, deutsche Hockeyspielerin (* 1944)
- 2. Juli: Louis Zamperini, US-amerikanischer Leichtathlet (* 1917)
- 3. Juli: Volkmar Groß, deutscher Fußballspieler (* 1948)
- 7. Juli: Alfredo Di Stéfano, argentinisch-spanischer Fußballspieler und -trainer (* 1926)
- 7. Juli: Francisco Gabica, spanischer Radrennfahrer (* 1937)
- 8. Juli: Howard Siler, US-amerikanischer Bobsportler (* 1945)
- 12. Juli: Enrico Becker, deutscher Motorradrennfahrer (* 1982)
- 14. Juli: Alice Coachman, US-amerikanische Leichtathletin (* 1923)
- 14. Juli: Horacio Troche, uruguayischer Fußballspieler und -trainer (* 1935)
- 14. Juli: Vasile Zavoda, rumänischer Fußballspieler (* 1929)
- 15. Juli: Rudi Rauer, deutscher Handballspieler (* 1950)
- 15. Juli: Edda Buding, deutsche Tennisspielerin (* 1936)
- 16. Juli: Julio Abbadie, uruguayischer Fußballspieler (* 1930)
- 17. Juli: William Mulliken, US-amerikanischer Schwimmer (* 1939)
- 21. Juli: Kevin Skinner, neuseeländischer Rugby-Union-Spieler (* 1927)
- 22. Juli: Helmut Uhlig, deutscher Basketballspieler (* 1942)
- 23. Juli: Helen Johns, US-amerikanische Schwimmerin (* 1914)
- 23. Juli: Hartmut Pelka, deutscher Fußballspieler (* 1957)
- 27. Juli: Fritz Naef, Schweizer Eishockeyspieler (* 1934)
- 28. Juli: Alex Forbes, schottischer Fußballspieler (* 1925)
- 28. Juli: Ed Sprinkle, US-amerikanischer American-Football-Spieler (* 1923)
- 31. Juli: Franciszek Gąsienica Groń, polnischer Nordischer Kombinierer (* 1931)

### August
- 01. August: Waljanzin Bjalkewitsch, belarussischer Fußballspieler (* 1973)
- 03. August: Helmut Faeder, deutscher Fußballspieler (* 1935)
- 05. August: Angéla Németh, ungarische Leichtathletin (* 1946)
- 06. August: Ralph Bryans, britischer Motorradrennfahrer (* 1941)
- 06. August: Rudolf Schulz, deutscher Fußballspieler (* 1926)
- 09. August: Andrij Bal, sowjetischer bzw. ukrainischer Fußballspieler und -trainer (* 1958)
- 10. August: Constantin Alexandru, rumänischer Ringer (* 1953)
- 12. August: Abel Laudonio, argentinischer Boxer (* 1938)
- 13. August: Süleyman Seba, türkischer Fußballspieler und -funktionär (* 1926)
- 14. August: Jay Adams, US-amerikanischer Skateboarder (* 1961)
- 14. August: Géza Gulyás, ungarischer Fußballspieler (* 1931)
- 14. August: Javier Guzmán, mexikanischer Fußballspieler (* 1945)
- 14. August: Helga Köhler, deutsche Springreiterin (* 1925)
- 18. August: Hashim Khan, pakistanischer Squashspieler (* um 1915)
- 18. August: Levente Lengyel, ungarischer Schachmeister (* 1933)
- 20. August: José Luis Saldivar, mexikanischer Fußballspieler und -trainer (* 1954)
- 24. August: Eduard Giray, deutscher Ringer (* 1949)
- 25. August: Alfredo Martini, italienischer Radrennfahrer und Radsporttrainer (* 1921)
- 25. August: Karl Molitor, Schweizer Skirennfahrer (* 1920)
- 29. August: Björn Waldegård, schwedischer Rallyefahrer (* 1943)
- 30. August: Philippe Gurdjian, französischer Automobilrennfahrer und Motorsportfunktionär (* 1945)
- 31. August: Carol Vadnais, kanadischer Eishockeyspieler und -trainer (* 1945)

### September
- 01. September: Arturo Hammersley, chilenischer Skirennläufer (* 1922)
- 02. September: Helena Rakoczy, polnische Turnerin (* 1921)
- 02. September: Sándor Rozsnyói, ungarischer Leichtathlet (* 1930)
- 04. September: Edi Mall, österreichischer Skirennläufer (* 1924)
- 04. September: Giovanni Pinarello, italienischer Radrennfahrer und Unternehmer (* 1922)
- 05. September: Wolfgang Wruck, deutscher Fußballspieler (* 1944)
- 09. September: Bob Suter, US-amerikanischer Eishockeyspieler (* 1957)
- 10. September: Károly Sándor, ungarischer Fußballspieler (* 1928)
- 13. September: Dmitri Sakunenko, sowjetischer Eisschnellläufer (* 1930)
- 14. September: Miroslav Hlinka, slowakischer Eishockeyspieler (* 1972)
- 16. September: Jef Lataster, niederländischer Langstreckenläufer (* 1922)
- 17. September: Andrij Hussin, ukrainischer Fußballspieler (* 1972)
- 18. September: Earl Ross, kanadischer Automobilrennfahrer (* 1941)
- 19. September: Gaby Dlugi-Winterberg, deutsche Fußballspielerin (* 1948)
- 20. September: Pino Cerami, belgischer Radrennfahrer (* 1922)
- 21. September: Paul Tiedemann, deutscher Handballspieler und -trainer (* 1935)
- 21. September: Jan Werner, polnischer Leichtathlet (* 1946)
- 22. September: Fernando Cabrita, portugiesischer Fußballspieler und -trainer (* 1923)
- 25. September: Dorothy Tyler, britische Leichtathletin (* 1920)
- 30. September: Jewgeni Samsonow, sowjetischer Ruderer, Olympiazweiter und russischer Rudertrainer (* 1926)

### Oktober
- 02. Oktober: Fjodor Bogdanowski, sowjetischer Gewichtheber (* 1930)
- 05. Oktober: Andrea de Cesaris, italienischer Automobilrennfahrer (* 1959)
- 26. Oktober: Gordie Soltau, US-amerikanischer American-Football-Spieler (* 1925)

### November
- 22. November: Horst Fügner, deutscher Motorradrennfahrer (* 1923)
- 23. November: Dorothy Cheney, US-amerikanische Tennisspielerin (* 1916)
- 25. November: Aurelio Milani, italienischer Fußballspieler (* 1934)
- 28. November: Lucidio Sentimenti, italienischer Fußballspieler (* 1920)

### Dezember
- 01. Dezember: Jean Klein, französischer Steuermann im Rudern (* 1944)